# بريتاني كاميرون
بريتاني كاميرون (بالإنجليزية: Brittany Cameron)‏ (3 ديسمبر 1986 في الولايات المتحدة - ) هي لاعبة كرة قدم أمريكية في مركز حراسة المرمى. لعبت مع سكاي بلو وفيغالتا سنداي ووسترن نيويورك فلاش ووسترن نيويورك فلاش وإف سي قولد برايد وLos Angeles Sol ‏.

## وصلات خارجية
- بريتاني كاميرون على موقع قاعدة بيانات كرة القدم.إي يو (الإنجليزية)
- بريتاني كاميرون على موقع Soccerway.com (الإنجليزية)
- بريتاني كاميرون على موقع عالم كرة القدم.نت (الإنجليزية)